# Travel + Leisure
Travel + Leisure é uma revista de viagens norte-americana com sede em Nova Iorque. Sua publicação é mensal e possui 4,8 milhões de leitores, de acordo com o seu kit de mídia corporativa. É liderada por Ed Kelly. A empresa também publica Food & Wine, Travel + Leisure Família, Departures e Executive Travel. Sua principal concorrente e rival é Condé Nast Traveler e HAWAII Magazine.
A revista foi criada em 1937.

## História
Inicialmente publicada em 1937, como Camera and Travel EUA, que mais tarde assumiu o nome Travel + Leisure, em 1971. Os títulos predecessores focados em fotografia de viagem, mas a mudança de nome sinalizou uma mudança em direção a uma cobertura de viagens em geral. 
A revista especializou-se em viagens de lazer e muitas vezes apresentando artigos escritos por escritores, poetas, artistas, designers e jornalistas. Tornou-se conhecida por suas fotografias de viagens, com modelos descansando em ambientes de luxo.